# Cooling Castle

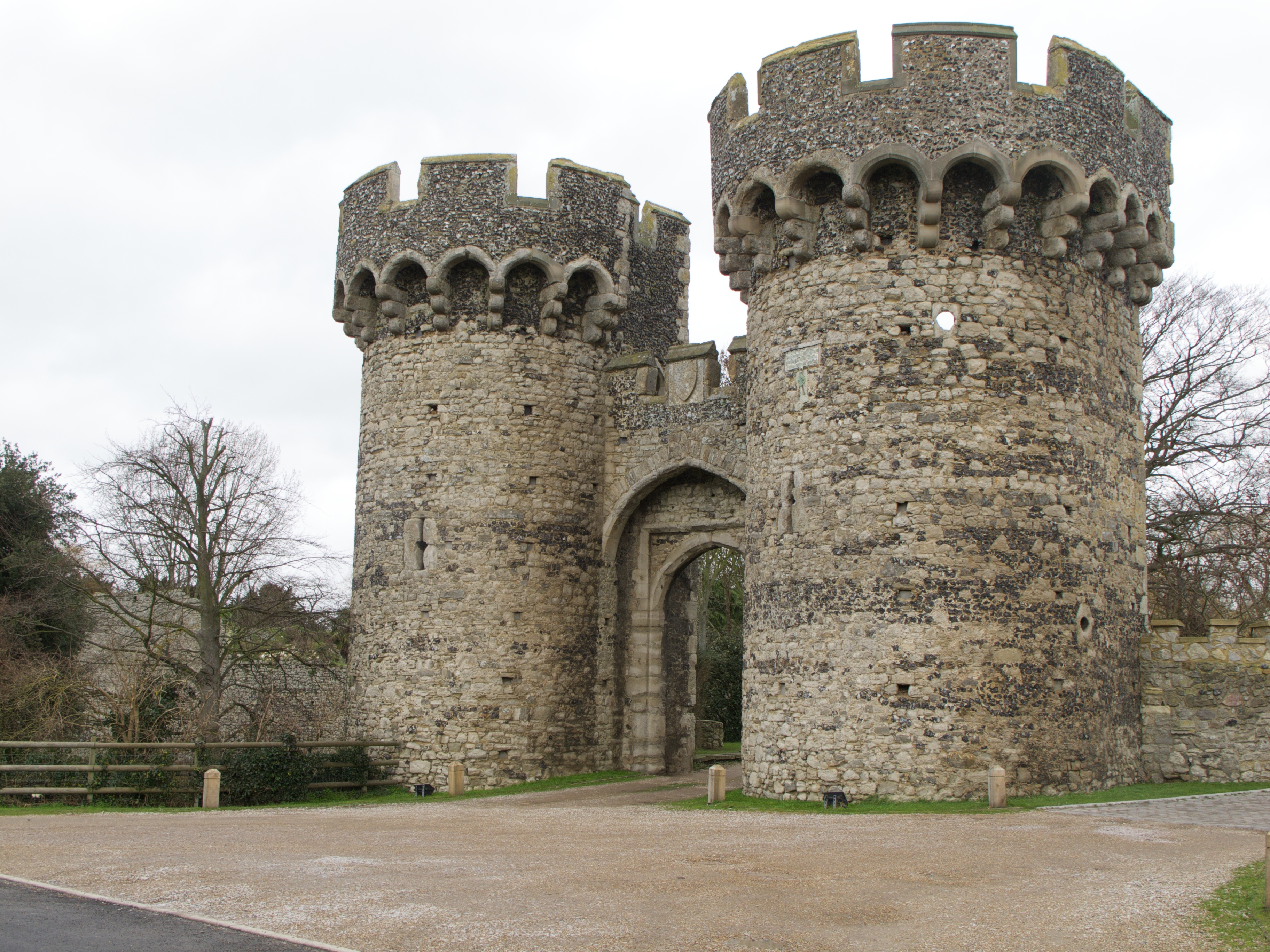
Torhaus von Cooling Castle

Cooling Castle wurde in den 1380er Jahren von John Cobham am Rande der Marschen des Dorfes Cooling, etwa zehn Kilometer nördlich von Rochester in der englischen Grafschaft Kent gebaut. Es liegt über drei Kilometer von der Küste entfernt. Von Thomas Wyatt wurde es während der Wyatt-Verschwörung 1554 belagert. Lord Cobham ergab sich nach kurzem Widerstand. Er gab zwar an, er habe sich einem Stärkeren ergeben, hatte jedoch vorher mit Wyatt sympathisiert und war deswegen auch kurze Zeit inhaftiert. Die Burg gehörte später dem Lollardenführer John Oldcastle – später für seinen Glauben hingerichtet und Vorlage für William Shakespeares Falstaff – durch Heirat mit Joan Oldcastle, 4. Baroness Cobham.
In den 1990er Jahren gehörte das Anwesen den Brückenwärtern von Rochester. Die später angelegten Wohngebäude der Burg werden noch genutzt. 2006 gehörten sie dem Musiker Jools Holland. Der Hauptteil der Burg ist eine Ruine; im Inneren befindet sich ein Privathaus. Das Torhaus ist in gutem Zustand und von der Straße aus zu sehen. Die Schuppen von Cooling Castle dienen zur Ausrichtung von Hochzeitsfeiern und anderen Veranstaltungen.
English Heritage hat die Burg als historisches Gebäude I. Grades gelistet und 2009 auf die „Heritage-at-Risk“-Liste gesetzt.